# Wintec
Die Wintec Autoglas GmbH ist ein in Deutschland tätiges Franchisesystem mit der Marke Wintec Autoglas.
Wintec Autoglas ist ein Dienstleister im Bereich Fahrzeugglas (Reparatur, Austausch, Schadensregulierung). Die Wintec GmbH ist seit 2011 eine Tochtergesellschaft des international tätigen Unternehmens Innovation Group für Versicherungsunternehmen und für Flottenmanagement im Bereich Kfz-Schadensservice, IT-Lösungen und Software (bis 2020 Wintec AG). Der Hauptsitz der Gruppe befindet sich in Whiteley bei Fareham im Süden Englands.
Der Sitz der Wintec Autoglas GmbH befindet sich seit 1997 (bis 2008 Novus AG; bis 2020 Wintec AG) in Limburg an der Lahn. Wintec Autoglas ist mit 338 Standorten in Deutschland vertreten.

## Geschichte

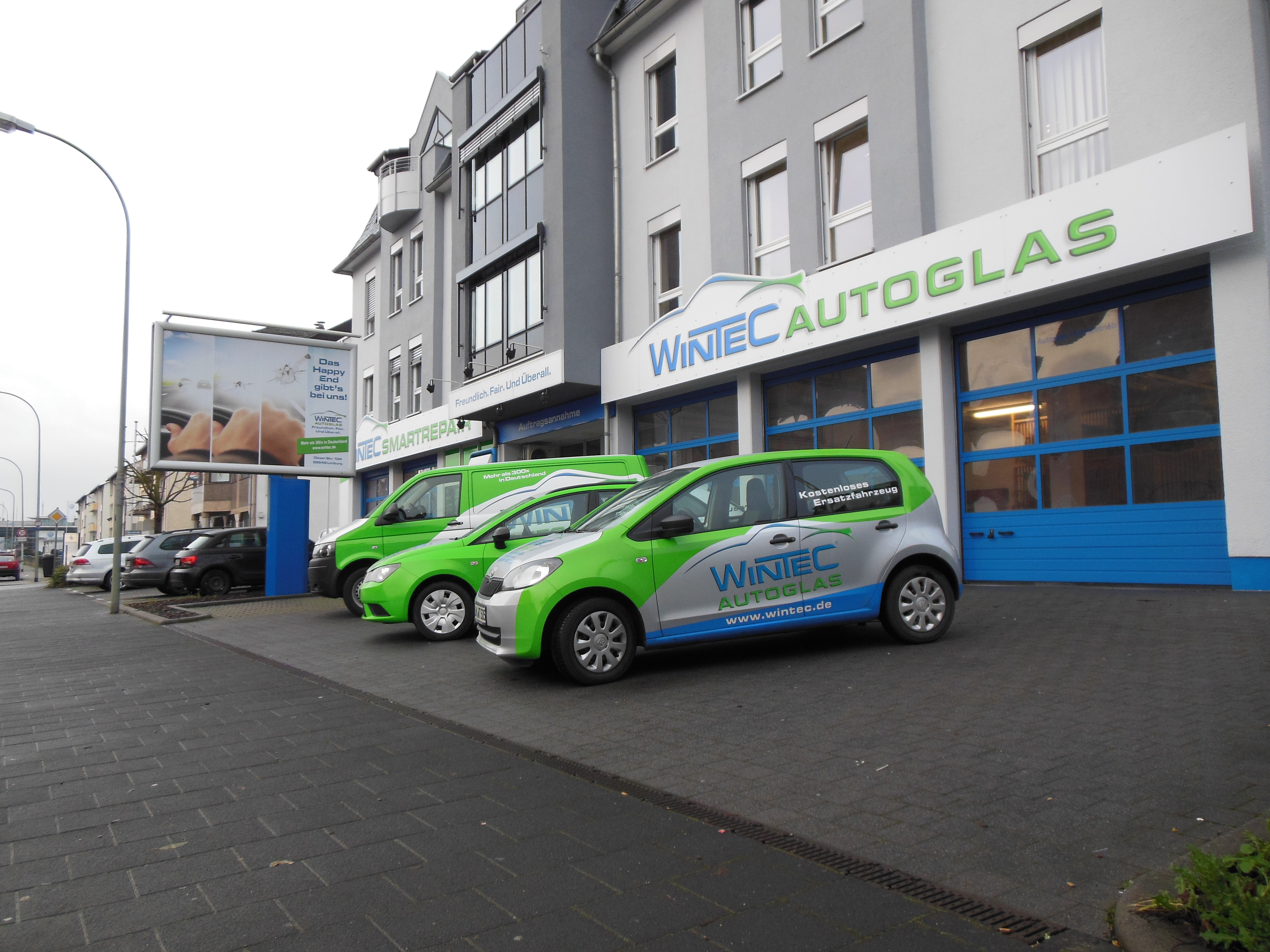
Zentrale der Wintec Autoglas GmbH in Limburg an der Lahn

Der Physiker Frank Werner erfand 1973 in den USA das Novus-Glasreparatursystem, mit der Idee, Reparaturen an Verbundglas-Windschutzscheiben durchzuführen und so den Austausch der Windschutzscheibe zu vermeiden.
Seit 1982 wird von der Novus AG ein System zur dauerhaften Reparatur von Steinschlagschäden an eingebauten Kfz-Windschutzscheiben angeboten, und noch heute arbeitet Wintec Autoglas mit dem System des Erfinders.
Die Wintec AG (seit 2020 Wintec Autoglas GmbH) findet ihren Ursprung in der Gründung der Novus GmbH Deutschland und Österreich im Jahr 1988 mit dem ersten deutschen Franchisesystem für Steinschlagreparatur mit Sitz in Idstein.
1992 wurde die Marke „Wintec“ (Windschutzscheiben-Technik) eingetragen, mit gleichzeitigem Beginn des Scheibenaustausches von Windschutzscheiben an PKW und LKW. 1997 erfolgte ein Einzug der novus GmbH in Limburg an der Lahn.
Im Jahr 2000 wurde die Rechtsform von GmbH zu AG geändert, und es erfolgte die Einführung des ISO-9001-Zertifikats ID 0910074066 durch den TÜV Rheinland.
2009 kam es zur Änderung der Firmierung von novus AG in die Wintec AG.
2011 kam es zum Verkauf an die Innovation Group.
2012 war eine Neuausrichtung der Marke „Wintec Autoglas“.
2013 erfolgte eine Einführung der Kalibrierungs-Systems CSC von Hella Gutmann.
Im Jahr 2020 wurde die Rechtsform von AG zurück zu einer GmbH geändert.
2021 erfolgte die Einführung der Wintec Remote Diagnose, kurz WiRD genannt. Hiermit ermöglicht das Unternehmen seinen Franchise-Partnern hausintern die Ferndiagnose und Fernkalibrierung von Fahrerassistenzsystemen. Damit ist Wintec Autoglas das erste und bisher einzige Autoglas Reparatur Unternehmen am Markt, welches solch eine Lösung in Eigenregie anbietet.
2023 War die WiRD Remote Diagnose die erste und einzige am Deutschen Markt die SERMA zertifiziert wurde als Vorreiter. Ebenfalls erfolge dann die Nutzung der Ferndiagnose Lösung WiRD auch durch die Innovation Group unter einem eigenen Namen Innovation Diagnostics (IGD). Hier werden alle über einen Diagnosetester möglichen Aufgaben, den Werkstätten der Innovation Group zur Verfügung gestellt. 